# Velarifictorus okavangus
Velarifictorus okavangus är en insektsart som beskrevs av Otte, D., Toms och Cade 1988. Velarifictorus okavangus ingår i släktet Velarifictorus och familjen syrsor. Inga underarter finns listade i Catalogue of Life.